# Burstall
Burstall – wieś w Anglii, w hrabstwie Suffolk, w dystrykcie Babergh. Leży 7 km na zachód od miasta Ipswich i 103 km na północny wschód od Londynu. W 2001 miejscowość liczyła 189 mieszkańców.